# Сляп експеримент
Слепият експеримент е вид научен експеримент, при който някой от участниците остава неинформиран („сляп“) за определена информация, чието знание би довело до съзнателно или несъзнателно предразположение или склонност в реакциите му и от там – до повлияване върху резултата от експеримента.
Така например, ако потребители са помолени да сравнят вкусовите качества на две търговски марки от даден вид продукт, това кой продукт от коя търговска марка е произведен трябва да остане скрита от участниците в изследването информация, тъй като в противен случай те могат да проявят склонност към надценяване на продукта от тази търговска марка, която им е по-добре позната или към която имат вече изградени предпочитания. По същия начин, когато се извършва оценка на ефективността на лекарствен продукт, както пациентът, така и лекарят, който предоставя препарата, не трябва да знаят дали пациентът получава подложения на тест лекарствен продукт или друго безвредно вещество, тъй като така ще се избегне повлияването на пациента от поведението на лекаря (ефект на очакванията на наблюдателя), плацебо ефектът и съзнателната измама.
Заслепяването може да се прилага върху извършващите изследването изследователи, технически лица, участници в изследването, спонсорите му или каквато и да е комбинация от изредените. Обратен на слепия експеримент е откритият експеримент, който понякога е неизбежен поради специфични условия. Слепите експерименти са важен инструмент на научния метод в множество сфери – медицина, психология, социални науки, природни науки, като физиката и биологията, приложни науки, като пазарните изследвания, и др. В някои сфери, като клиничните изпитвания на лекарства, слепите експерименти се считат за основни. В други сфери биха били много полезни, но приложението им е непрактично или неетично. Пример за това е психологията на развитието. Макар да е научно целесъобразно да се отглеждат деца поставяни под различни експериментални условия, възможните необратими вреди, които могат да настъпят от някое от експерименталните условия правят подобна практика противоречаща на етиката и човешките права.